# Rigby (Idaho)
Pour les articles homonymes, voir Rigby.
La ville de Rigby est le siège du comté de Jefferson, situé dans l'Idaho, aux États-Unis.
Rigby est bordée par plusieurs localités non incorporées (Annis, Garfield, Grant), et incorporées (Labelle, Clark, Menan), portant la population des environs à un peu plus de 5 000 habitants.
Rigby fait partie de la MSA de Idaho Falls. Elle est située entre les deux villes de Rexburg et Idaho Falls, à 10–15 minutes de route de chacune.

## Personnalités natives de Rigby
- Hyrum Rex Lee (1910-2001), deux fois gouverneur des Samoa américaines.